# Ferrovia Ramsei-Sumiswald-Huttwil
La ferrovia Ramsei-Sumiswald-Huttwil (con diramazione Sumiswald-Wasen im Emmental) è una linea ferroviaria a scartamento normale della Svizzera.

## Storia
La prima idea per un collegamento ferroviario per Sumiswald risale al 1890. Ottenuta nel 1897 la concessione federale per una linea tra Ramsei ed Huttwil, il 16 aprile 1904 si costituì a Sumiswald la società Ramsei-Sumiswald-Huttwil-Bahn (RSHB) per la costruzione e l'esercizio della linea.
Stabilito il percorso (da Ramsei a Huttwil passando per Sumiswald, con una diramazione verso Wasen im Emmental), i lavori iniziarono nel 1906, e la linea aprì il 1º giugno 1908; l'esercizio era curato dalla Eisenbahngesellschaft Langenthal-Huttwil (LHB), concessionaria dell'omonima ferrovia. Per l'apertura della linea vennero acquistate tre locomotive a vapore dalla SLM (Ed 3/4 21÷23), più una quarta, usata, dalla Eisenbahngesellschaft Huttwil-Wolhusen (HWB, la cui direzione era assunta dalla LHB) per la diramazione verso Wasen; carrozze e carri merci vennero forniti dalla SIG. Gli elevati costi d'esercizio portarono alla decisione di acquistare nel 1912 due automotrici a vapore dalla SLM, sulla scia di quanto fatto da altre linee elvetiche (Uerikon-Bauma, Rorschach-Heiden, Saignelégier-Glovelier): due terzi dei treni della RSHB erano effettuati con le automotrici, che permisero di risparmiare sui costi del personale (il macchinista faceva anche da fuochista) e del carbone (dimezzati). Le automotrici vennero rimpiazzate nel 1932 da esemplari analoghi provenienti dalla Huttwil-Eriswil-Bahn (HEB, assorbita nel 1927 dalla LHB); dagli anni Trenta LHB, RSHB e HWB condividevano i rotabili.
Il 21 dicembre 1944 si costituì ad Huttwil la società Vereinigte Huttwil-Bahnen (VHB), dalla fusione di RSHB, HWB e LHB. La fusione si era resa necessaria a seguito delle difficoltà finanziarie delle tre società: la Confederazione intervenne con un aiuto di 4 milioni di franchi a condizione di una fusione tra di esse (come previsto dalla legge federale del 1939 sull'aiuto alle ferrovie). Sin dalle origini la VHB condivideva la direzione con altre due società ferroviarie, Emmental-Burgdorf-Thun-Bahn (EBT) e Solothurn-Münster-Bahn (SMB). Sotto la nuova gestione la VHB elettrificò le sue linee ferroviarie: la tratta Ramsei-Sumiswald-Huttwil fu elettrificata il 7 ottobre 1945, mentre la trazione elettrica sulla Sumiswald-Wasen venne attivata il 12 aprile 1946. Le automotrici a vapore vennero demotorizzate e trasformate in carrozze, mentre le locomotive del 1908 vennero vendute alla francese Schneider-Creusot.
Il 29 maggio 1994 venne soppresso il traffico passeggeri sulla tratta Sumiswald-Wasen, sostituito da autobus (rimase in funzione, per il traffico merci, la tratta tra Sumiswald e Burghof). Il 29 aprile 1997 (con effetto retroattivo al 1º gennaio) EBT, SMB e VHB si fusero nella Regionalverkehr Mittelland (RM). La RM soppresse il traffico passeggeri nella tratta tra Affoltern-Weier ed Huttwil con il cambio d'orario del 12 dicembre 2004; cinque anni dopo la stessa sorte toccò anche alla tratta Sumiswald-Affoltern; nel frattempo (2006) la RM si era fusa con la BLS Lötschbergbahn nella società BLS AG.
La concessione per le tratte Sumiswald-Huttwil e Sumiswald-Wasen è stata trasferita a fine 2013 dalla BLS alla società Emmentalbahn GmbH (ETB), costituitasi ad Huttwil il 29 novembre 2013, per rimetterle in servizio come linee turistiche e per il residuo traffico merci. La ETB ha come socia unica la cooperativa Genossenschaft Museumsbahn Emmental (GME), nata nel 2009 da quattro associazioni di appassionati.

## Caratteristiche
La linea, a scartamento normale, è lunga 24,696 km, di cui 19,476 la tratta Ramsei-Sumiswald-Huttwil e 5,220 la Sumiswald-Wasen. La linea è elettrificata a corrente alternata monofase con la tensione di 15000 V alla frequenza di 16,7 Hz; la pendenza massima è del 25 per mille (che scende al 21 per mille sulla diramazione per Wasen). È interamente a binario unico.

### Percorso
| Continuation backward |

| Station on track |

|  | Unknown route-map component "ABZgl" | Unknown route-map component "CONTfq" |

| Unknown route-map component "hKRZWae" |

| Level crossing |

| Stop on track |

| Level crossing |

| Station on track |

| 4,626 |
| 0,000 |

| Unknown route-map component "BS2+l" | Unknown route-map component "BS2+r" |

| Underbridge | Straight track |

| Unknown route-map component "STR+GRZq" | Straight track |

| Unknown route-map component "eHST" | Straight track |

| Unknown route-map component "xABZgnl" | Straight track |

| Unknown route-map component "exHST" | Straight track |

| Unknown route-map component "exHST" | Straight track |

| Unknown route-map component "exKBHFe" | Straight track |

| Unknown route-map component "BS2c2" | Unknown route-map component "BS2r" |

| Unknown route-map component "STR+GRZq" |

| Enter and exit tunnel |

| Stop on track |

| Stop on track |

| Level crossing |

| Station on track |

| Stop on track |

| Stop on track |

| Station on track |

| Level crossing |

| Unknown route-map component "hKRZWae" |

| Stop on track |

| Unknown route-map component "STR+GRZq" |

|  | Unknown route-map component "ABZg+l" | Unknown route-map component "CONTfq" |

| Station on track |

| Unknown route-map component "exCONTgq" | Unknown route-map component "eABZgr" |  |

| Continuation forward |

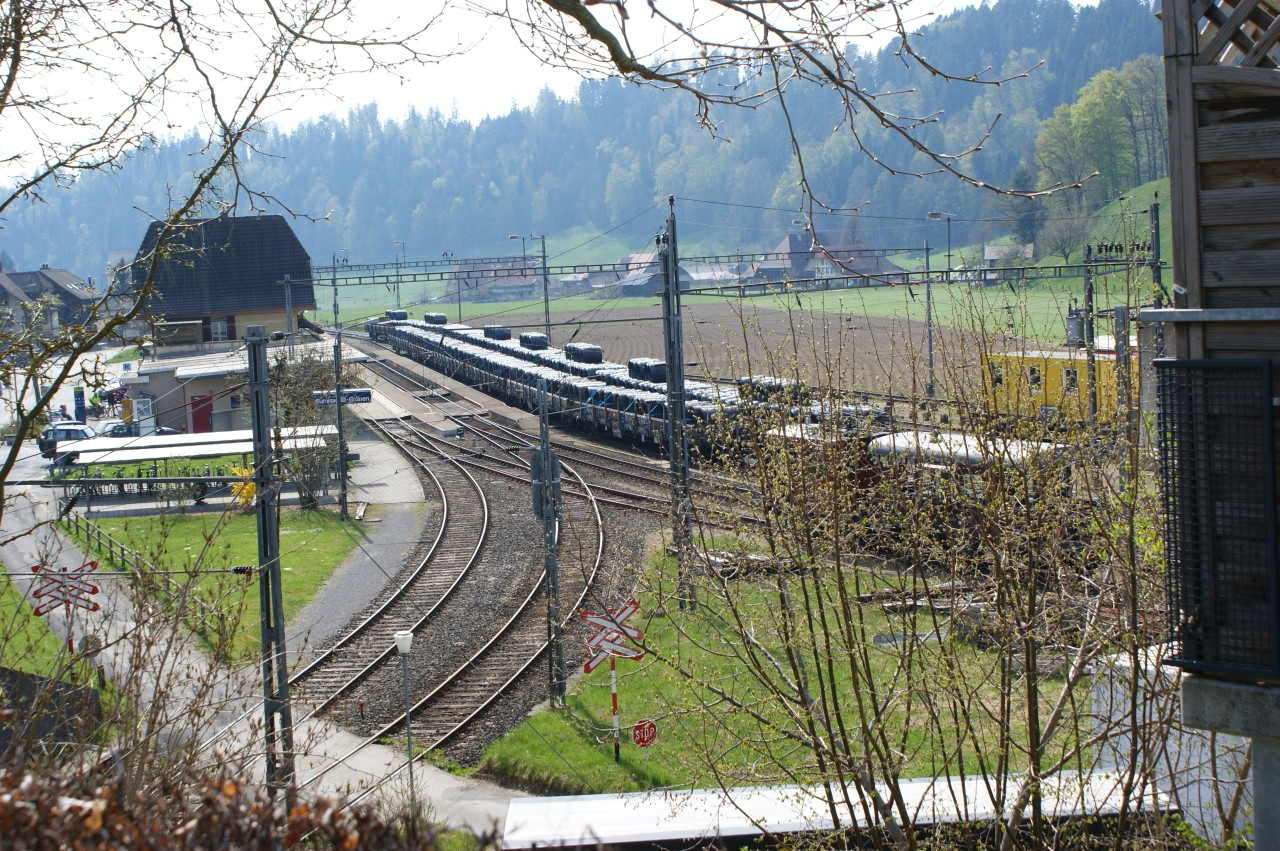
La stazione di Sumiswald-Grünen vista da nord: sulla sinistra la tratta per Wasen i.E., sulla destra quella per Huttwil, in alto quella per Ramsei

La linea parte dalla stazione di Ramsei, sulla ferrovia Soletta-Langnau. Di lì la ferrovia segue il corso del fiume Grüene e la strada principale 23 fino a Sumiswald, dove si biforca: da un lato la tratta per Wasen im Emmental, che segue il corso del Grüene, e dall'altro la tratta per Huttwil, che corre parallela alla strada principale 23 toccando Affoltern im Emmental e Dürrenroth prima di concludere la corsa alla stazione di Huttwil, comune alle linee BLS per Langenthal e per Wolhusen.